# Замятин, Павел Григорьевич
Па́вел Григо́рьевич Замя́тин (19 ноября 1919, деревня Якуниха, Пучежский район, Ивановская область — 1 мая 1995, Пучеж, Ивановская область) — советский льновод. Бригадир льноводческой бригады колхоза «Свобода» Пучежского района Ивановской области. Герой Социалистического Труда (1950).

## Биография
Родился 19 ноября 1919 года в деревне Якуниха ныне Пучежского района Ивановской области в крестьянской семье. Русский. Рано лишился отца. Помогал матери, оставшейся с тремя детьми, по хозяйству: работал в поле вместе со взрослыми. Мать также работала строчеёй и научила этому сына.
В 1930 году семья вступила в сельхозартель, позднее колхоз «Свобода». Сельхозартель имела семеноводческое направление и специализировалось на производстве льна — наиболее трудоемкой культуры региона. В 19 лет Замятин был утверждён бригадиром полеводческой бригады. В первый год бригадирства за получение высокого урожая льна был награждён орденом Трудового Красного Знамени. 
В 1949 году в колхозе «Свобода» каждый гектар дал по 7,3 центнера льноволокна и по 6,07 центнера льносемян. Бригада Павла Замятина собрала самый рекордный урожай: 8,13 центнера льноволокна и 7,8 центнера льносемян с гектара. 
Указом Президиума Верховного Совета СССР от 9 июня 1950 года Замятину Павлу Григорьевичу присвоено звание Героя Социалистического Труда с вручением ордена Ленина и золотой медали «Серп и Молот». 
Продолжал работать в своем колхозе, с 1960 года — колхоз «Победа», до выхода на пенсию в 1978 году. Последние годы жил в город Пучеже. Скончался 1 мая 1995 года. Похоронен на городском кладбище города Пучеж.

## Награды
- Орден Ленина
- Орден Трудового Красного Знамени
- Медали